# Siger I d'Enghien
Pour les articles homonymes, voir Enghien.
Siger d'Enghien ou Sohier ou Sigerius en latin, était seigneur d'Enghien, de Rameru, de La Folie, de Tubize et de Sotteghem, né aux alentours de 1205, décédé en septembre 1253.

## Biographie
Il était le fils de Engelbert III d'Enghien et de Ide d'Avesnes. Avoué de Nivelles, il reçut de Jean d'Avesnes (1218-1257) des terres et avantages qui lui permirent d'étendre la seigneurie d'Enghien par une charte de 1234.

## Guerre de Succession de Flandre et du Hainaut
Il soutient Jean d'Avesnes contre Charles d'Anjou lors de la troisième guerre de succession car ce dernier lui demandait de prester hommage et vassalité et assiégea le château d'Enghien en 1254, sa défense fut aidée par les ronds.

## Filiation
De son mariage avec Adélaïde (dit Ide) ou Alix de Sotteghem en 1219, fille de Gautier seigneur de Zottegem et de Richilde de Peteghem, ils eurent comme enfants :
- Gautier I d'Enghien ;
- Jean d'Enghien ;
- Ide (Anne ou Agnès) d'Enghien, née vers 1225, décédée en 1264, épousa (1247) Gilles ou Guy III de Trazégnies, seigneur de Trazegnies, Silly, Ecaussines et Irchonwels et pair de Hainaut ;
- Margueritte d'Enghien, décédée en 1291, qui épousa Rasse de Grave, seigneur de Liederkerke, Cruybeke et Breda ;
- Gérard d'Enghien, décédé vers 1290, épousa la fille de Gérard seigneur de Viane ;
- Arnould d'Enghien, décédé vers 1295, épousa la fille de Gérard de Thiant[2], fonda la branche des seigneurs de Blaton-Prayaux ;
- Marie d'Enghien ;
- Alice ou Alix, décédée le 7 juillet 1293 dite Richilde d'Enghien, abbesse de Ghislenghien[4] depuis ~1276 ;
- Engelbert V d'Enghien, décédé en 1271, chevalier et châtelain de Mons, seigneur d'Havré (1226) qui épousa Juliane de Mons, fille de Henri, châtelain de Mons[2] ;
- Isabelle d'Enghien, épousa Evrard IV Radoul[4], châtelain de Tournai, seigneur de Mortagne, fils de Baudouin châtelain de Tournai et de Hildegarde de Wavrin, et eurent Arnulph comme enfant.

La maison avait pour cri de ralliement Enghien au seigneur.

## Sources
- (nl) Cet article est partiellement ou en totalité issu de l’article de Wikipédia en néerlandais intitulé « Zeger I van Edingen » (voir la liste des auteurs).
- Fondation pour la généalogie médiévale (en anglais) .
- Heraldus .
- Étienne Pattou .